# Source Code Control System
Source Code Control System (SCCS) je verzovací systém – nástroj, který uchovává historii změn ve zdrojových kódech a jiných textových souborech během vývoje softwarového projektu. Umožňuje uživateli načíst libovolnou starší verzi souboru a změny, které byly provedeny. SCCS vyvinul na konci roku 1972 Marc Rochkind v Bellových laboratořích pro počítače IBM System/370 s operačním systémem OS/360.
Charakteristickým rysem SCCS je řetězec sccsid, který se vloží do každého ze zdrojových souborů a který SCCS automaticky aktualizuje při každé změně. Začlenění sccsid do textu programu v jazyce C vypadá takto:
```
 static char sccsid[] = "@(#)ls.c        8.1 (Berkeley) 6/11/93";

```

Tento textový řetězec obsahuje jméno souboru a datum, a může také obsahovat komentář. Po překladu lze řetězec nalézt v cílových a spustitelných souborech vyhledáním vzorku @(#) a může se použít pro zjištění, jaké zdrojové soubory byly použity při překladu. Pro automatizaci tohoto vyhledání je k dispozici příkaz what.

## Historie
SCCS vyvinul v roce 1972 Marc Rochkind v jazyce SNOBOL4 v Bellových laboratořích pro počítače IBM System/370 s operačním systémem OS/360 MVT. V roce 1973 přepsal SCCS do programovacího jazyka C pro použití v operačním systému Unix na počítači PDP-11.
První veřejně vydaná verze SCCS byla verze 4 z 18. února 1977. Byla součástí vydání Programmer's Workbench (PWB) operačního systému Unix. Verze 4 byla první verze, které používala textový formát souboru historie, dřívější verze používaly binární formát souboru historie. Autorem verze 4 již nebyl Marc Rochkind. SCCS byl následně zahrnut do AT&T komerčních distribucí UNIX System III a UNIX System V. Pro UNIX/32V, předchůdce BSD, nebyl licencovaný. Sada SCCS příkazů je nyní součástí Single UNIX Specification.
Před rozšířením RCS a CVS byl SCCS dominantním verzovacím systémem pro Unix a byl široce používán. Všechny uvedené verzovací systémy jsou dnes obecně považovány za zastaralé, zvláště v komunitě vývojářů svobodného softwaru s otevřeným zdrojovým kódem, která z větší části přešla na distribuované verzovací systémy. Formát SCCS souboru však stále interně používá několik novějších verzovacích systémů, např. BitKeeper nebo TeamWare, který je frontendem k SCCS. Sablime byl vyvinut z upravené verze SCCS, ale používá formát souboru historie, který je nekompatibilní s SCCS. Formát souboru SCCS používá techniku ukládání nazývanou Interleaved deltas nebo SCCS weave.). Tato technika ukládání je považována mnoha vývojáři verzovacích systémů za základ pro pokročilé techniky slučování a verzování, jakými je např. „Precise Codeville“ (pcdv) sloučení.
Kromě opravy problému roku 2000 v roce 1999 nebyl systém SCCS aktivně vyvíjen.
V roce 2006 společnost Sun Microsystems (dnes část společnosti Oracle) uvolnila svoji verzi SCCS pro operační systém Solaris jako Svobodný software pod licencí Common Development and Distribution License (CDDL) v rámci svého úsilí na otevření zdrojového kódu systému Solaris.

## Pozadí
Source Code Control System je systém pro verzování souborů a udržování historie změn. Při vývoji softwaru se obvykle přidávají nové funkce, opravují chyby a optimalizují algoritmy. Úpravy zdrojových textů způsobují problémy, které lze řešit systémem verzování zdrojových textů:
- Zdrojový kód zabírá příliš mnoho prostoru, protože se v mnoha verzích opakuje.
- Je těžké získat informace o tom, kdy a kde byly provedeny změny.
- Je obtížné najít přesnou verzi, kterou má zákazník a ve které je chyba.

SCCS byl vytvořen pro řešení těchto problémů. SCCS z AT&T měl pět velkých verzí pro IBM OS a pět velkých verzí pro UNIX
Dvěma specifickými implementacemi SCCS jsou: PDP 11 s Unixem a IBM 370 s OS/370.

## Skládání
SCCS se skládá ze dvou částí: SCCS příkazů a SCCS souborů. Všechny základní operace (například vytvoření, smazání, úprava) lze provádět pomocí SCCS příkazů. SCCS soubory mají jedinečnou předpona jména s., která je řízena SCCS příkazy.

## SCCS soubory
SCCS soubor sestává ze tří složek:
- Delta tabulka
- Příznaky přístup a sledování
- Tělo textu

### Tabulka změn
Změna (anglicky delta) je v SCCS jedna revize SCCS souboru. Změny jsou uloženy v tabulce změn (anglicky delta table), takže každý SCCS soubor má vlastní záznam změn.

### Řídicí a sledovací příznaky v SCCS souborech
Každá operace s každým SCCS souborem je trasována příznaky, které mají následující funkce:
- nastavení oprávnění pro úpravy každého SCCS souboru,
- řízení každé verze každého SCCS souboru,
- umožnění společné editování každého SCCS souboru,
- vzájemné odkazování na změny každého SCCS souboru.

### Tělo
SCCS používá tři typy řídicích záznamů pro sledování úprav provedených v různých deltách. Jsou to řídicí záznamy pro vložení, smazání a ukončující řídicí záznam. Kdykoli uživatel změní nějakou část textu, je kolem změny vložen řídicí záznam. Řídicí záznamy jsou uloženy v těle spolu s původním textem záznamů.

## Základní příkazy SCCS
SCCS poskytuje sadu příkazů realizovaných voláním maker, která provádějí nebo zahajují funkce správy zdrojového kódu s jednoduchou syntaxí, např. create, get, edit, prt. Poskytuje také přístup k historii revizí verzovaných souborů. Tyto příkazy jsou implementovány jako argumentová slovesa řídicího program sccs.

### Create
Sccs příkaz create použije text zdrojového souboru pro vytvoření nového souboru historie. Například:
```
$ 
sccs
 
create
 
program.c

program.c:

1.1

87 lines

```

Výstupem je jméno souboru, verze a počet řádků.
Příkaz je makro, které je expandováno na příkaz admin pro vytvoření nové historie souboru následovaný příkazem get pro načtení souboru.

### Edit
```
$ 
sccs
 
edit
 
program.c

1.1

new delta 1.2

87 lines

```

Upraví zadaný soubor.
Příkaz je makro, které se expanduje na get -e.

### Delget
```
$ 
sccs
 
delget
 
program.c

comments? main function enhanced

1.2

10 inserted

0 deleted

87 unchanged

1.2

97 lines

```

Začlení novou verzi do verzovacího systému a načte novou verzi z sccs.
Příkaz je makro, které se expanduje na příkaz delta pro začlenění nové verze souboru následovaný příkazem get pro načtení souboru.

### Get
```
$ 
sccs
 
get
 
program.c

1.1

87 lines

```

Výstupem jsou verze a řádky, které se mají načíst z určitého souboru.

### Prt
```
$ 
sccs
 
prt
 
program.c

```

Příkaz vypisuje seznam změn ve zdrojovém kódu.

## Implementace

### Unixové verze SCCS
Většina verzí Unixu obsahuje verzi SCCS, která však často není aktivně vyvíjena.

### Větev Jörga Schillinga
Zesnulý Jörg Schilling (který v raných dobách projektu OpenSolaris požadoval vydání SCCS) udržoval větev SCCS, která byla založena na zdrojovém kódu z OpenSolaris. Byla do ní začleněna významná vylepšení, ale pokud se nepoužije režim „new project“, zůstává stále kompatibilní s původní verzí SCCS.

### Projekt Heirloom
Projekt Heirloom obsahuje verzi SCCS odvozenou ze zdrojového kódu OpenSolaris a udržovanou od prosince 2006 do dubna 2007.

### GNU konverzní program
GNU nabízí SCCS kompatibilní program GNU CSSC (“Compatibly Stupid Source Control“), který se příležitostně používá pro konvertování SCCS archívů pro novější systémy jako je CVS nebo Subversion;  není úplná SCCS implementace a není doporučena pro použití v nových projektech, ale je určena pro konvertování na moderní verze verzovacích systémů.

### Jiné verzovací systémy
Od 90. let 20. století bylo vyvinuto mnoho nových verzovacích systémů, které se staly oblíbenými, které jsou navrženy pro řízení projektů s velkým počtem souborů, a že poskytují pokročilou funkčnost např. víceuživatelské operace, řízení přístupu, automatické buildy, podporu sítí, správu vydání a distribuované verzování. Systémy BitKeeper a TeamWare používají interně stejný formát souboru jako SCCS a lze je považovat za následníky SCCS.
Na BSD systémech bylo SCCSID nahrazeno RCSID, který začíná a končí znakem $; odpovídajícím nástroj je ident. Tento systém původně používal verzovací systém RCS a přidala automaticky na checkout. Výsledné revize zdrojového kódu kontrola/kontrolovat identifikátory jsou dokumentované v NetBSD a FreeBSD styl vede pro jejich vlastní kódové základny. NetBSD definuje zakázkové klíčové slovo $NetBSD: ...$ zatímco FreeBSD definuje $FreeBSD: ...$ a makro přejmenované na __FBSDID.
Verzovací systém SRC může také interně používat SCCS (nebo RCS) formát souborů a snaží poskytovat lepší uživatelské rozhraní pro SCCS, ale stále řídí pouze projekty s jediným souborem.